# Johny Machette
Johny Machette, vlastním jménem Jonáš Čumrik (* 14. srpna 1992, Třebechovice pod Orebem, ČSFR), je český rapper.
Narodil se v Třebechovicích pod Orebem, ale považuje se za hradeckého patriota. Studoval Vyšší odbornou školu v Kostelci nad Orlicí, obor ekonomika a účetnictví. V roce 2013 se přistěhoval do Prahy a studuje soukromou vyšší odbornou školu, obor žurnalistika a nová média.
Před sólovou dráhou účinkoval v kapele HZM (hovada za majkem), která své působení už ukončila. Do povědomí fanoušků hip hopu se dostal při soutěži na festivalu Hip Hop Jam a poté svým videoklipem Se zbláznim, který se stal v roce 2013 nejoblíbenějším videem na českém YouTube.[zdroj⁠?!] Je držitelem ceny Český slavík Mattoni 2013 v kategorii Hvězda Internetu. V roce 2015 vyhrál Melty Future awards pro ČR.
V březnu 2015 vydal debutové album Snílek, na niž se objevila i píseň „Spasitelé“, kterou nazpíval s Ondřejem Brzobohatým.
V prosinci 2015 nazpíval spolu s youtuberkou Teri Blitzen píseň „Vánoční“, která měla už týden po vydání téměř 1 milion zhlédnutí, nyní 26.11.2023 má lehce přes 21 000 000 zhlédnutí.
Dříve natáčel na platformu YouTube, kde má nyní[kdy?] 236 000 přihlášených odběratelů.
S natáčením již přestal, jeho poslední video vyšlo 2.7.2021.

## Skladby
- Se zbláznim – skladba však využívá beat ze skladby Can't Hold Us od amerického rappera Macklemorea, a tím i zpěvu Raye Daltona.
- Chci
- Něco extra
- Zážeh ft. Phoenix
- Vyprošťovák ft. Phoenix
- Ptali se proč ft. Abde a Deno
- několik skladeb v HZM
- CandyMane - Vlhká holka ft. Johny Machette
- Vánoční ft. Teri Blitzen
- Johny Machette ft. Ezy - Snorlax
- Johny Machette - SNAPCHAT & INSTAGRAM ft. Reginald, Candy mane

## Snílek
Album Snílek obsahuje následující skladby:
1. Snílek
2. Ona říká
3. Neřeš to
4. Spasitele ft. Ondřej Brzobohatý
5. Stačí mi to nejlepší
6. Zpátky do školy
7. Všední den
8. Proč je zlá
9. Tenkrát
10. Ať tu není ticho ft. Candymane
11. Zloděj roku ft. Gabrielle Hecll
12. Vítězství